# XIII. Mediteranske igre – Bari 1997.
13. Mediteranske igre su bile održane u Bariju u Italiji.
Sudjelovala je 21 država koja se natjecala u 27 sportova.
Ovaj športski događaj je trajao od 13. lipnja do 25. lipnja 1997.

## Tablica odličja
Ljestvica je napravljena prema broju osvojenih zlatnih, srebrnih i brončanih odličja. Kriterij je bio: više osvojenih zlatnih odličja nosi i više mjesto na ljestvici, a u slučaju istog broja, gleda se broj osvojenih srebrnih odličja, a u slučaju istog broja tih odličja, gleda se broj osvojenih brončanih odličja. U slučaju da je i tada isti broj, poredak je prema abecednom redu. Ovaj sustav primjenjuju Međunarodni olimpijski odbor, IAAF i BBC.

Podebljanim slovima i znamenkama je označen domaćinov rezultat na ovim Mediteranskim igrama.
| Mediteranske igre 1997. |                     |       |        |        |       |
| Mj.                     | Država              | Zlato | Srebro | Bronca | Zbroj |
| 1.                      | Italija             | 75    | 64     | 58     | 197   |
| 2.                      | Francuska           | 57    | 45     | 47     | 149   |
| 3.                      | Turska              | 28    | 16     | 21     | 65    |
| 4.                      | Španjolska          | 20    | 32     | 47     | 99    |
| 5.                      | Grčka               | 19    | 22     | 21     | 62    |
| 6.                      | Alžir               | 7     | 7      | 8      | 22    |
| 7.                      | Hrvatska            | 6     | 16     | 11     | 33    |
| 8.                      | Slovenija           | 5     | 8      | 10     | 23    |
| 9.                      | Jugoslavija         | 5     | 4      | 13     | 22    |
| 10.                     | Maroko              | 5     | 4      | 9      | 18    |
| 11.                     | Egipat              | 3     | 6      | 10     | 19    |
| 12.                     | Tunis               | 2     | 3      | 9      | 14    |
| 13.                     | Sirija              | 2     | 1      | 2      | 5     |
| 14.                     | Cipar               | 0     | 3      | 4      | 7     |
| 15.                     | Bosna i Hercegovina | 0     | 1      | 1      | 2     |
| 15.                     | Albanija            | 0     | 1      | 1      | 2     |
| 15.                     | Malta               | 0     | 1      | 1      | 2     |
| 18.                     | San Marino          | 0     | 1      | 0      | 1     |
|                         | UKUPNO              |       |        |        |       |

## Vanjske poveznice
- HTV sport  Arhivirana inačica izvorne stranice od 30. rujna 2007. (Wayback Machine) Povijest Mediteranskih igara
- HOO  Arhivirana inačica izvorne stranice od 5. kolovoza 2007. (Wayback Machine) Povijest na HOO-u
- Međunarodni odbor za Mediteranske igre  Arhivirana inačica izvorne stranice od 3. veljače 2007. (Wayback Machine)
- Atletski rezultati na gbrathletics.com
- SOO  Arhivirana inačica izvorne stranice od 27. rujna 2007. (Wayback Machine)